# Bernard-Aloys Nkongmeneck
Bernard-Aloys Nkongmeneck, né le 4 septembre 1948 à Dschang et mort le 24 mars 2017 à Bologne (Italie), est un ethnobotaniste et universitaire camerounais, professeur à l'université de Yaoundé I et fondateur du musée écologique du Millénaire (MEM).

## Biographie
Après une licence en sciences naturelles (1978), un doctorat de 3e cycle (1982) et un Doctorat d’État en systématique et écologie de l'université de Yaoundé I(1990), il est d'abord chercheur à l'herbier national du Cameroun pendant 7 ans, puis obtient un poste à l'université de Yaoundé en février 2003. Il est admis au grade de professeur titulaire des universités en 2012,.
En 2006 il fonde le premier musée d'histoire naturelle d'Afrique centrale, le musée écologique du Millénaire, installé depuis 2016 à Ntouessong V, un village de l'arrondissement de Soa.
Il a publié 116 articles scientifiques, est auteur en taxonomie (par exemple Cola letouzeyana Nkongm.) et a encadré une trentaine de thèses soutenues dans des universités camerounaises ou étrangères.
Le 27 juin 2015 il est installé chef de la communauté Atchouazong de Yaoundé dans le groupement Foréké-Dschang.
Le long de sa carrière, il participe à plusieurs missions internationales de recherche aux États-Unis, en Belgique, au Tchad et au Canada.

## Distinctions
- Président du Réseau d'Ethnobotanique du Cameroun
- Membre titulaire de l'Académie des Sciences du Cameroun (2015)[5].